# Python (ngôn ngữ lập trình)
Python (/ˈpaɪθɑːn/) là ngôn ngữ lập trình bậc cao đa năng. Triết lý thiết kế của nó nhấn mạnh khả năng đọc mã bằng cách sử dụng thụt lề đáng kể.
Python có kiểu động và thu gom rác. Ngôn ngữ này hỗ trợ nhiều mô hình lập trình, bao gồm lập trình cấu trúc (đặc biệt là lập trình thủ tục), lập trình hướng đối tượng và lập trình chức năng. Nó thường được mô tả là ngôn ngữ "bao gồm pin" do có thư viện tiêu chuẩn toàn diện.
Guido van Rossum bắt đầu nghiên cứu Python vào cuối những năm 1980 với tư cách là ngôn ngữ kế thừa cho ngôn ngữ lập trình ABC và phát hành nó lần đầu tiên vào năm 1991 với tên gọi Python 0.9.0.
Python 2.0 được ra mắt vào năm 2000. Python 3.0 được ra mắt vào năm 2008, là bản sửa đổi lớn không hoàn toàn tương thích ngược với các phiên bản trước đó. Python 2.7.18, được phát hành vào năm 2020, là bản phát hành cuối cùng của Python 2.
Python liên tục được xếp hạng là một trong những ngôn ngữ lập trình phổ biến nhất và được sử dụng rộng rãi trong cộng đồng học máy.

## Lịch sử
Python đã được Guido van Rossum tạo ra vào những năm 1980 tại Trung tâm Toán học – Tin học (Centrum Wiskunde & Informatica, CWI) ở Hà Lan như là một ngôn ngữ kế tục ngôn ngữ ABC – một ngôn ngữ được lấy cảm hứng từ SETL, có khả năng xử lí ngoại lệ và giao tiếp với hệ điều hành Amoeba. Nó bắt đầu được triển khai vào tháng 12 năm 1989. Van Rossum đã tự mình gánh vác trách nhiệm cho dự án, với vai trò là nhà phát triển chính, cho đến ngày 12 tháng 7 năm 2018, khi ông thông báo rằng ông sẽ rời bỏ trách nhiệm của ông và cả danh hiệu "Nhà độc tài nhân từ cho cuộc sống" của Python, một danh hiệu mà cộng đồng Python đã trao tặng cho ông vì sự tận tụy lâu dài của ông với vai trò là người ra quyết định chính cho dự án. Vào tháng 1 năm 2019, các nhà phát triển phần lõi Python đã bầu ra một "Hội đồng chèo lái" gồm năm thành viên để dẫn dắt dự án.
Python 2.0 được ra mắt vào ngày 16 tháng 10 năm 2000, với nhiều tính năng mới mẻ, bao gồm một bộ dọn rác phát hiện theo chu kỳ và khả năng hỗ trợ Unicode.
Python 3.0 được ra mắt vào ngày mùng 3 tháng 12 năm 2008. Đây là một phiên bản lớn của Python không tương thích ngược hoàn toàn. Nhiều tính năng lớn của nó đã được chuyển mã ngược (backport) về loạt phiên bản Python 2.6.x và 2.7.x. Các bản phát hành của Python 3 có đi kèm với công cụ 2to3, có tác dụng tự động hoá việc dịch mã Python 2 sang Python 3.
Python 3.9.2 và 3.8.8 được xúc tiến vì tất cả các phiên bản trước của Python (bao gồm cả 2.7) gặp một số vấn đề bảo mật, có thể dẫn đến thực thị mã từ xa và "đầu độc" bộ nhớ đệm.
Trong năm 2022, Python 3.10.4 và 3.9.12 được xúc tiến cùng với 3.8.13 và 3.7.13, nguyên nhân là do một vài vấn đề về bảo mật. Khi Python 3.9.13 được phát hành vào tháng Năm năm 2022, loạt phiên bản 3.9 (cùng với loạt 3.8 và 3.7) được thông báo rằng sẽ chỉ nhận được các bản vá bảo mật trong tương lai. Vào ngày 7 tháng Chín năm 2022, bốn bản cập nhật mới được phát hành do có khả năng xảy ra một cuộc tấn công từ chối dịch vụ: 3.10.7, 3.9.14, 3.8.14 và 3.7.14.
Tính đến  tháng 11 năm 2024, Python 3.13 là bản phát hành ổn định mới nhất. Một số thay đổi đáng chú ý từ bản 3.12 bao gồm các thay đổi về ngôn ngữ và thư viện chuẩn.

## Triết lý thiết kế và tính năng
Python là một ngôn ngữ lập trình đa mẫu hình, lập trình hướng đối tượng và lập trình cấu trúc được hỗ trợ hoàn toàn, và nhiều tính năng của nó cũng hỗ trợ lập trình hàm và lập trình hướng khía cạnh (bao gồm siêu lập trình và siêu đối tượng (phương thức thần kỳ)). Các mẫu hình khác cũng được hỗ trợ thông qua các phần mở rộng, bao gồm thiết kế theo hợp đồng và lập trình logic.
Python sử dụng kiểu động và một dạng kết hợp giữa đếm tham chiếu và bộ dọn rác kiểm tra theo chu kì để quản lí bộ nhớ. Nó cũng có tính năng phân giải tên động (liên kết muộn), cho phép liên kết các tên biến và phương thức trong quá trình thực thi chương trình.
Thiết kế của Python cung cấp một số tính năng cho lập trình hàm giống như trong ngôn ngữ Lisp. Python có các hàm filter, map và reduce; thông hiểu danh sách (list comprehension), từ điển (dictionary), tập hợp (set), và các biểu thức bộ sinh (generator). Thư viện chuẩn cũng có hai mô đun (itertools và functools) triển khai các công cụ hàm được vay mượn từ Haskell và Standard ML.
Triết lý căn bản của ngôn ngữ Python được trình bày trong tài liệu The Zen of Python (PEP 20), có dạng thơ Haiku, tóm gọn như sau:
- Đẹp đẽ tốt hơn xấu xí
- Minh bạch tốt hơn ngầm định
- Đơn giản tốt hơn phức tạp
- Phức tạp tốt hơn rắc rối
- Tính dễ đọc rất quan trọng.

Thay vì tích hợp hết tất cả các tính năng vào phần cốt lõi, Python được thiết kế để dễ dàng mở rộng (bằng các mô đun). Tính mô đun nhỏ gọn này đã làm cho Python trở nên phổ biến như là một cách thêm các giao diện lập trình được vào các ứng dụng hiện có. Tầm nhìn của Van Rossum về một ngôn ngữ có phần lõi nhỏ với một thư viện chuẩn rộng lớn và một trình thông dịch dễ dàng mở rộng bắt nguồn từ việc ông nản lòng trước ABC, một ngôn ngữ lập trình tán thành hướng tiếp cận ngược lại. Python thường được mô tả là một ngôn ngữ "tặng kèm pin" nhờ vào thư viện chuẩn bao quát của nó.
Python nỗ lực hướng đến một cú pháp đơn giản hơn, gọn gàng hơn trong khi vẫn cho các nhà phát triển lựa chọn phương pháp viết mã của họ. Đối lập với khẩu hiệu "có nhiều hơn một cách để làm việc này," triết lý thiết kế của Python lại nằm trong châm ngôn "chỉ nên có một— và tốt nhất là chỉ một—cách rõ ràng để làm việc này". Alex Martelli, một Viện sĩ (Fellow) tại Tổ chức Phần mềm Python (Python Software Foundation) và là một tác giả viết sách Python, viết rằng "Mô tả một thứ gì đó là "tài tình" không được coi là một lời khen ngợi trong văn hoá Python."
Các nhà phát triển Python nỗ lực tránh xa việc tối ưu hoá quá sớm và không chấp nhận các bản vá không cải thiện đáng kể tốc độ mà lại làm mất đi tính rõ ràng lên những phần không thiết yếu của bản triển khai tham khảo CPython. Khi cần đến tốc độ, một lập trình viên Python có thể di chuyển các hàm bị giới hạn về thời gian sang các mô đun mở rộng được viết bằng những ngôn ngữ như C, hoặc sử dụng PyPy, một trình biên dịch tức thời. Cython cũng có thể được dùng để phiên dịch một tập lệnh Python sang C và tạo ra các lệnh gọi API ở cấp độ của C trực tiếp vào trình thông dịch Python.
Mục tiêu mà các nhà phát triển Python hướng đến là đem đến niềm vui khi sử dụng ngôn ngữ này. Điều này được thể hiện qua bản thân cái tên – một sự tôn vinh dành cho nhóm hài người Anh Monty Python – và trong một số cách tiếp cận thi thoảng vui tươi trong hướng dẫn và các tài liệu tham khảo, chẳng hạn như một vi dụ có đề cập đến trứng và spam (gợi nhắc đến một tiểu phẩm trong Monty Python) thay cho foo và bar tiêu chuẩn.
Một từ ngữ mới phổ biến trong cộng đồng Python là pythonic (đậm chất Python), một từ có thể có nhiều ý nghĩa liên quan đến phong cách lập trình. Nói rằng một phần mã nào đó là pythonic tức là phần mã đó sử dụng tốt các thành ngữ Python, trông tự nhiên hoặc trôi chảy về ngôn ngữ, phù hợp với triết lý tối giản của Python và nhấn mạnh vào tính dễ đọc. Ngược lại, những phần mã khó hiểu hoặc trông như một bản dịch thô từ một ngôn ngữ lập trình khác được gọi là unpythonic (không đậm chất Python).
Những người sử dụng và say mê Python, nhất là những người được cho là am hiểu hay có nhiều kinh nghiệm, thường được gọi là các Pythonista.

## Cú pháp
Python là một ngôn ngữ dễ đọc, dễ hiểu. Định dạng của nó rất gọn gàng về mặt trực quan, và nó thường sử dụng các từ khoá tiếng Anh trong khi các ngôn ngữ khác lại sử dụng các dấu câu. Khác với nhiều ngôn ngữ khác, nó không sử dụng các dấu ngoặc nhọn để giới hạn các khối lệnh, và dấu chấm phẩy cuối câu lệnh rất ít khi được sử dụng dù không bị cấm. Nó có ít ngoại lệ cú pháp và trường hợp đặc biệt hơn C và Pascal.

### Thụt lề
Python sử dụng thụt lề bằng khoảng trắng hoặc ký tự tab thay vì dùng ngoặc nhọn hay các từ khoá để giới hạn khối lệnh. Lề thường được thụt vào sau một câu lệnh và thụt ra để đánh dấu kết thúc khối lệnh hiện tại. Cho nên, cấu trúc trực quan của chương trình sẽ thể hiện một cách chính xác cấu trúc ngữ nghĩa của chương trình đó. Tính năng này thỉnh thoảng cũng được gọi là "quy tắc việt vị", một quy tắc cũng xuất hiện ở một số ngôn ngữ; nhưng trong phần lớn ngôn ngữ thì thụt lề không phụ thuộc vào cú pháp. Cỡ thụt lề được khuyến cáo là bốn dấu cách.

### Câu lệnh và luồng điều khiển
Một số câu lệnh trong Python gồm có:
- Câu lệnh gán, sử dụng một dấu bằng =.
- Câu lệnh if: thực thi một khối lệnh nếu thoả mãn điều kiện, sử dụng cùng với else và elif (viết tắt của else-if).
- Câu lệnh for: lặp qua một đối tượng lặp được, gán mỗi phần tử và một biến cục bộ để sử dụng trong khối lệnh của vòng lặp.
- Câu lệnh while: thực thi một khối lệnh chừng nào điều kiện còn đúng.
- Câu lệnh try: cho phép bắt ngoại lệ được nâng lên (raise) trong khối lệnh và dùng vế except để xử lý; câu lệnh cũng đảm bảo rằng phần mã dọn dẹp trong khối finally sẽ được chạy dù có lỗi hay không.
- Câu lệnh raise: được dùng để nâng một ngoại lệ hoặc nâng lại một ngoại lệ đã được bắt từ trước.
- Câu lệnh class: thực thi một khối lệnh và gắn không gian tên cục bộ của nó vào một lớp, để dùng trong lập trình hướng đối tượng.
- Câu lệnh def: định nghĩa một hàm hoặc phương thức.
- Câu lệnh with: bao bọc một khối lệnh bằng một bộ quản lí ngữ cảnh (context manager) (ví dụ như khoá luồng lại trước khi chạy mã rồi mở khoá, hoặc mở một tệp rồi đóng tệp lại), cho phép các hành vi kiểu RAII (sự đạt được tài nguyên là sự khởi tạo) và thay thể cho các câu lệnh try/finally thường thấy.[80]
- Câu lệnh break: thoát ra khỏi vòng lặp.
- Câu lệnh continue: bỏ qua lần lặp này và tiếp tục với mục kế tiếp.
- Câu lệnh del: loại bỏ một biến, tức là tham chiếu từ tên đến giá trị sẽ bị xoá và cố gắng sử dụng biến đó sẽ gây lỗi. Một biến đã bị xoá có thể được gán lại.
- Câu lệnh pass: đóng vai trò như là một dạng NOP. Câu lệnh này được dùng để tạo các khối lệnh rỗng.
- Câu lệnh assert: được dùng trong khi gỡ lỗi để kiểm tra điều kiện nên đúng.
- Câu lệnh yield: trả lại giá trị từ một hàm bộ sinh; bản thân yield cũng là một toán tử. Dạng này được dùng để triển khai các đồng thường trình.
- Câu lệnh return: trả lại một giá trị từ một hàm hay phương thức.
- Câu lệnh import: được dùng để nhập các mô đun chứa các hàm và biến được sử dụng trong chương trình hiện tại.

Câu lệnh gán (=) hoạt động bằng cách liên kết một tên dưới dạng một tham chiếu với một đối tượng được cấp phát động riêng lẻ. Các biến có thể được dùng lại bất cứ lúc nào với bất cứ đối tượng nào. Trong Python, một tên biến chỉ giữ tham chiếu một cách chung chung và không có kiểu dữ liệu cố định đi kèm. Tuy nhiên, tại một thời điểm nhất định, một biến sẽ tham chiếu đến một vài đối tượng có kiểu. Nó được gọi là kiểu động, ngược lại với các ngôn ngữ lập trình kiểu tĩnh với mỗi biến chỉ có thể chứa giá trị của một kiểu nhất định.

### Biểu thức
Một số biểu thức trong Python tương tự như những biểu thức trong những ngôn ngữ khác chẳng hạn như C và Java, trong khi số khác thì không:
- Phép cộng, trừ và nhân thì đều giống nhau, nhưng hành vi của phép chia thì khác nhau. Có hai loại phép chia trong Python: phép chia phần nguyên (phép chia số nguyên) dùng dấu //  và phép chia dấu phẩy động dùng dấu /.[81] Python cũng sử dụng toán tử ** cho phép luỹ thừa.
- Từ Python 3.5, toán tử trung tố @ mới đã được giới thiệu. Nó được thiết kể để được sử dụng trong các thư viện như NumPy để nhân ma trận.[82][83]
- Từ Python 3.8, cú pháp :=, hay "toán tử moóc" đã được giới thiệu. Nó gán giá trị vào biến trong một phần của một biểu thức lớn hơn.[84]
- Trong Python, == so sánh theo giá trị, khác với Java, vốn so sánh các số theo giá trị[85] và các đối tượng theo tham chiếu.[86] (So sánh giá trị trong Java có thể được thực hiện bằng phương thức equals().) Toán tử is của Python có thể được dùng để so sánh danh tính của đối tượng (so sánh theo tham chiếu). Trong Python, các phép so sánh có thể được xâu chuỗi lại với nhau, ví dụ như a <= b <= c.
- Python sử dụng các từ khoá and, or, not để so sánh luận lý (boolean) thay vì dùng các loại biểu tượng &&, ||, ! được dùng trong Java và C.
- Python có một loại biểu thức được gọi là thông hiểu danh sách (list comprehension) cũng như một loại biểu thức chung được gọi là biểu thức bộ sinh (generator expression).[66]
- Các hàm vô danh được triển khai thông qua các biểu thức lambda; tuy nhiên, phần thân của hàm vô danh chỉ có thể là đúng một biểu thức.
- Biểu thức điều kiện trong Python được viết dưới dạng x if c else y[87] (có sự khác biệt về trật tự của các toán hạng so với toán tử c ? x : y thường có trong những ngôn ngữ khác).
- Có sự phân biệt giữa danh sách và bộ trong Python. Danh sách được viết dưới dạng [1, 2, 3], biển đổi được, và không thể được dùng như khoá cho từ điển (các khoá từ điển phải là bất biến trong Python). Bộ được viết dưới dạng (1, 2, 3), không biến đổi được nên có thể được dùng làm khoá của từ điển, với điều kiện là tất cả các phần tử trong bộ cũng phải là bất biến. Toán tử + có thể được sử dụng để nối liền hai bộ lại với nhau, nhưng không trực tiếp thay đổi nội dung của chúng, mà sẽ tạo ra một bộ mới chứa các phần tử của cả hai bộ ban đầu. Vì vậy, cho một biến t ban đầu bằng (1, 2, 3), chạy lệnh t = t + (4, 5) sẽ thực thì t + (4, 5) đầu tiên, tạo ra (1, 2, 3, 4, 5), rồi mới được gán lại cho t, bằng cách đó đã "chỉnh sửa nội dung" của t một cách hiệu quả, trong khi vẫn tuân theo bản chất bất biến của đối tượng bộ. Trong các ngữ cảnh không mơ hồ thì dấu ngoặc đơn là không cần thiết.[88]
- Python có một tính năng là tháo tách chuỗi (sequence unpacking) trong đó các biểu thức, mà mỗi biểu thức được đánh giá thành bất kì thứ gì có thể được gán vào (một biến, một thuộc tính viết được...), được liên kết theo cùng một cách với các bộ ban đầu đó và được đặt vào vế bên trái dấu bằng trong một câu lệnh gán. Câu lệnh này mong đợi một một đối tượng lặp được (iterable) ở vế bên phải dấu bằng tạo ra cùng một số lượng giá trị giống như ở các biểu thức trước đó khi đã và sẽ lặp qua, rồi gán mỗi giá trị được tạo ra bằng các biểu thức tương ứng ở vế bến trái.[89]
- Python có một toán tử "định dạng xâu" là %. Chức năng này tương tự như định dạng xâu printf trong C, thí dụ như "spam=%s eggs=%d" % ("blah", 2) được đánh giá thành "spam=blah eggs=2". Trong Python 3 và 2.6+, chức năng này được bổ sung bằng phương thức format() của lớp str, ví dụ như "spam={0} eggs={1}".format("blah", 2). Python 3.6 đã bổ sung thêm "f-string": blah = "blah"; eggs = 2; f'spam={blah} eggs={eggs}'.[90]
- Các xâu trong Python có thể được ghép móc với nhau bằng cách "cộng" chúng lại (dùng cùng toán tử với phép cộng số nguyên và số phẩy động). Thí dụ, "spam" + "eggs" cho ra "spameggs". Kể cả nếu xấu chứa số, chúng vẫn sẽ được ghép móc thành xâu thay vì số nguyên. Thí dụ, "2" + "2" cho ra"22".
- Python có nhiều kiểu hằng xâu khác nhau:
  - Xâu được phân cách bởi dấu nháy đơn hoặc nháy kép. Khác với hệ vỏ Unix, Perl và các ngôn ngữ ảnh hưởng từ Perl, dấu nháy đơn và dấu nháy kép có cùng chức năng. Cả hai loại xâu đều dùng dấu chéo ngược (\) làm ký tự thoát (escape character). Nội suy xâu đã được thêm vào kể từ Python 3.6 với tên gọi "hằng xâu được định dạng".[90]
  - Xâu ba dấu nháy: bắt đầu và kết thúc bằng ba dấu nháy đơn hoặc kép. Chúng có thể trải dài trên nhiều dòng giống như trong tài liệu đây (here document) trong các hệ vỏ, Perl và Ruby.
  - Các loại xâu thô, được kí hiệu bằng cách đặt trước hằng xâu một kí tự r. Các chuỗi thoát sẽ không bị thông dịch; cho nên xâu thô khá là hữu ích khi xâu có chứa nhiều dấu chéo ngược, chẳng hạn như biểu thức chính quy và đường dẫn tệp trên Windows.
- Python có các biểu thức chỉ số mảng và cắt lát mảng đối với danh sách, được kí hiệu là a[khoá], a[đầu:cuối] hay a[đầu:cuối:bước]. Các chỉ số được đánh từ số không, và chỉ số âm sẽ chỉ lùi từ cuối lên. Việc cắt lát sẽ lấy các phần tử từ đầu cho đến chỉ số cuối (không kể chỉ số cuối). Tham số cắt lát thứ ba, được gọi là bước, cho phép các phần tử có thể được bỏ qua hoặc đảo chiều. Chỉ số lát có thể được bỏ trống, ví dụ a[:]trả lại một bản sao của danh sách đó. Mỗi phần tử trong một lát là một bản sao nông.

Trong Python các biểu thức và câu lệnh được phân biệt một cách vững chắc, ngược lại với các ngôn ngữ như Common Lisp, Scheme, hay Ruby. Điều này đã dẫn tới nhiều biểu thức và câu lệnh có cùng chức năng. Thí dụ:
- Thông hiểu danh sách và vòng lặp for
- Biểu thức điều kiện và khối lệnh if
- Hàm eval() (đánh giá các biểu thức) và exec() (thực thi các câu lệnh); trong Python 2, exec là một câu lệnh.

Câu lệnh không thể nằm trong biểu thức, vậy nên các loại thông hiểu (gồm cả danh sách) và biểu thức lambda, vốn là các biểu thức, không thể chứa các câu lệnh. Một trường hợp cụ thể là một câu lệnh gán chẳng hạn như a = 1 không thể là một phần của biểu thức điều kiện của một câu lệnh điều kiện. Điều này sẽ giúp tránh được các lỗi viết sai toán tử bằng ==  bằng toán tử gán =  trong câu điều kiện thường thấy ở C. Ví dụ, if (c = 1) { ... <nowiki>}</nowiki> là một đoạn mã C hợp lệ (nhưng chắc là không đúng ý) còn if c = 1: ... sẽ báo lỗi cú pháp trong Python.

### Phương thức
Phương thức của đối tượng là một hàm đi kèm với lớp của đối tượng đó. Cú pháp hiện_thể.phương_thức(đối số), đối với các hàm và phương thức bình thường, thức chất là dạng cú pháp đặc biệt của Lớp.phương_thức(hiện_thể, đối số). Các phương thức trong Python có một tham số self được dùng để truy cập dữ liệu của hiện thể (instance), ngược lại với biến bản thân (self haythis) trong một số ngôn ngữ lập trình hướng đối tượng khác (C++, Java, Objective-C, hay Ruby). Ngoại trừ điều này, Python cũng cung cấp các phương thức gạch dưới (do tên của chúng bắt đầu và kết thúc bằng hai dấu gạch dưới), cho phép các lớp do người dùng định nghĩa thay đổi cách các lớp này được xử lý bởi các thao tác của Python chẳng hạn như lấy chiều dài, so sánh, tính toán số học, chuyển đổi kiểu...

### Kiểu dữ liệu

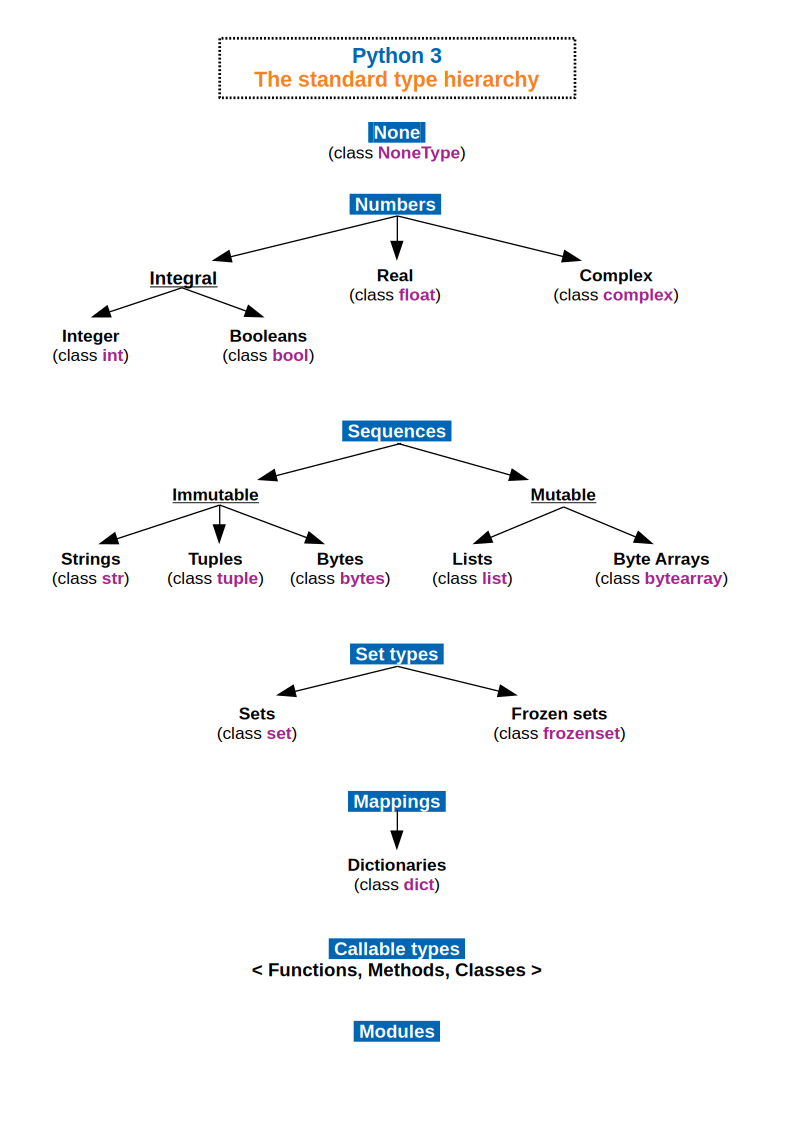
Cấp bậc kiểu tiêu chuẩn trong Python 3

Python sử dụng định kiểu vịt (duck typing) và có các đối tượng có kiểu nhưng tên biến thì không có kiểu. Giới hạn về kiểu không được kiểm tra trong lúc biên dịch; thay vào đó. các thao tác lên một đối tượng có thể thất bại, chỉ ra rằng đối tượng đó không thuộc vào kiểu dữ liệu phù hợp. Tuy là định kiểu động, Python cũng là định kiểu mạnh khi không cho phép các thao tác không được định nghĩa rõ ràng (chẳng hạn như cộng một số vào một xâu) thay vì lặng lẽ cố gắng diễn giải thao tác đó.
Python cho phép các lập trình viên định nghĩa các kiểu của riêng mình bằng cách sử dụng lớp, thường được dùng trong lập trình hướng đối tượng. Các hiện thể của một lớp thường được tạo ra bằng cách gọi lớp đó (chẳng hạn như SpamClass() hay EggsClass()), các lớp lại là hiện thể của siêu lớp type (bản thân nó cũng là một hiện thể của chính nó), cho phép siêu lập trình và phản xạ.
Trước phiên bản 3.0, Python có hai loại lớp là kiểu cũ và kiểu mới. Cú pháp của cả hai kiểu đều giống nhau. Sự khác biệt nằm ở chỗ lớp đó có kế thừa từ lớp object một cách trực tiếp hoặc gián tiếp hay không (tất cả các lớp kiểu mới đều kế thừa từ object và là hiện thể của type). Từ phiên bản Python 2.2 trở đi, cả hai loại lớp đều có thể được sử dụng. Lớp kiểu cũ đã bị loại bỏ trong Python 3.0.
Kế hoạch dài hạn là hỗ trợ định kiểu dần dần và từ Python 3.5, cú pháp của ngôn ngữ này cho phép chỉ rõ các kiểu tĩnh nhưng chúng lại không được kiểm tra trong bản triển khai mặc định, CPython. Một trình kiểm tra kiểu tĩnh đang trong quá trình thử nghiệm và tuỳ chọn tên là mypy có hỗ trợ kiểm tra kiểu trong thời gian biên dịch.
| Kiểu                | Thay đổi được | Mô tả | Ví dụ cú pháp                                                                   |
| ------------------- | ------------- | --- | ------------------------------------------------------------------------------- |
| bool                | không         | Kiểu dữ liệu luận lý | TrueFalse                                                                       |
| bytearray           | có            | Chuỗi các byte nối tiếp | bytearray(b'Some ASCII')bytearray(b"Some ASCII")bytearray([119, 105, 107, 105]) |
| bytes               | không         | Chuỗi các byte nối tiếp | b'Some ASCII'b"Some ASCII"bytes([119, 105, 107, 105])                           |
| complex             | không         | Số phức với phần thực và phần ảo | 3+2.7j3 + 2.7j                                                                  |
| dict                | có            | Mảng liên kết (hay từ điển) các cặp khoá và giá trị; có thể chứa lẫn lộn nhiều kiểu (khoá và giá trị), khoá phải là loại băm được                                         | {'key1': 1.0, 3: False}{}                                                       |
| ellipsisa           | không         | Một kiểu giữ chỗ chấm lửng được dùng như một chỉ số trong một mảng NumPy                                                                                                  | ...Ellipsis                                                                     |
| float               | không         | Số phẩy động độ chính xác đôi. Độ chính xác phụ thuộc vào từng máy nhưng trên thực tế thì nó thường được triển khai là một số IEEE 754 64-bit với độ chính xác là 53 bit. | 1.33333                                                                         |
| frozenset           | không         | Tập hợp không được sắp xếp, không chứa các giá trị giống nhau; có thể chửa lẫn lộn nhiều kiểu, nếu băm được                                                               | frozenset([4.0, 'string', True])                                                |
| int                 | không         | Số nguyên với độ lớn không giới hạn | 42                                                                              |
| list                | có            | Danh sách, có thể chứa lẫn lộn nhiều kiểu | [4.0, 'string', True][]                                                         |
| NoneTypea           | không         | Một đối tượng đại diện cho sự không có mặt của dữ liệu, tương đương với null trong các ngôn ngữ khác                                                                      | None                                                                            |
| NotImplementedTypea | không         | Một kiểu giữ chỗ có thể được trả lại từ toán tử nạp chồng để biểu thị kiểu toán hạng không được hỗ trợ.                                                                   | NotImplemented                                                                  |
| range               | không         | Một chuỗi các số thường được dùng để lặp với số lần biết trước trong vòng lặpfor                                                                                          | range(-1, 10)range(10, -5, -2)                                                  |
| set                 | có            | Tập hợp không được sắp xếp, không chứa các giá trị giống nhau; có thể chửa lẫn lộn nhiều kiểu, nếu băm được                                                               | {4.0, 'string', True}set()                                                      |
| str                 | không         | Một xâu ký tự (string): chuỗi các điểm mã Unicode | 'Wikipedia'"Wikipedia""""Trải dài trên nhiều dòng"""                            |
| tuple               | không         | Bộ; có thể chứa lẫn lộn nhiều kiểu | (4.0, 'xâu kí tự', True)('phần tử',)()                                          |

^a Không thể được truy cập trực tiếp bằng tên 

### Phép tính số học
Python có các kí hiệu thường dùng cho các toán tử số học (+, -, *, /), toán tử chia sàn // và toán tử chia lấy dư % (số dư có thể âm,  chẳng hạn như 4 % -3 == -2). Nó cũng có toán tử ** cho phép luỹ thừa, chẳng hạn như 5**3 == 125 và 9**0.5 == 3.0, và toán tử nhân ma trận @. Các toán tử này hoạt động giống như trong toán học truyền thống, với cùng thứ tự tính toán, toán tử trung tố (+ và - cũng có thể làm toán tử một ngôi để biểu diễn số dương và số âm một cách tương ứng).
Phép chia giữa các số nguyên tạo ra kết quả là số phẩy động. Hành vi của phép chia đã thay đổi đáng kể theo thời gian:
- Python hiện tại (kể từ 3.0) thay đổi / thành phép chia số phẩy động, ví dụ: 5/2 == 2.5.
- Python 2.2 đã thay đổi phép chia số nguyên để nó làm tròn về phía âm vô cực, ví dụ 7/3 == 2 và -7/3 == -3. Toán tử chia sàn // đã được giới thiệu. Cho nên 7//3 == 2, -7//3 == -3, 7.5//3 == 2.0 và -7.5//3 == -3.0. Thêm from __future__ import division sẽ làm cho một mô đun sử dụng quy tắc chia của Python 3.0.
- Python 2.1 về trước sử dụng hành vi chia kiểu C. Toán tử / là phép chia nguyên nếu cả hai toán hạng là số nguyên, nếu không thì là phép chia số phẩy động. Phép chia nguyên làm tròn về 0, ví dụ 7/3 == 2 và -7/3 == -2.

Trong thuật ngữ Python, / là phép chia đúng (gọi tắt là phép chia), và // là phép chia sàn. Toán tử / trước phiên bản 3.0 là phép chia cổ điển.
Việc làm tròn về phía âm vô cực, dù khác biệt so với những ngôn ngữ khác, đem lại sự chắc chắn. Ví dụ, phương trình (a + b)//b == a//b + 1 là luôn đúng. Còn phương trình b*(a//b) + a%b == a thì hợp lệ với cả giá trị a dương và âm. Tuy nhiên, duy trì tính hợp lệ của phương trình này cũng đồng nghĩa răng trong khi kết quả của a%b là, đúng như mong đợi, nằm trong nửa khoảng mở [0, b), với b là một số nguyên dương, nó cũng cần phải nằm trong khoảng (b, 0] khi b âm.
Python cung cấp một hàm round để làm tròn một số phẩy động thành số nguyên gần nhất. Để gỡ hoà (với những số có chữ số cuối là 5), Python 3 sử dụng làm tròn thành số chẵn: round(1.5) và round(2.5) đều là 2. Các phiên bản trước 3 làm tròn xa số không: round(0.5) là 1.0, round(-0.5) là −1.0.
Python cho phép sử dụng các biểu thức luận lý với nhiều quan hệ băng nhau theo một cách đồng nhất với cách dùng chung trong toán học. Thí dụ, biểu thức a < b < c kiểm tra xem a có nhỏ hơn b và b có nhỏ hơn c hay không. Các ngôn ngữ dựa trên C sẽ hiểu biểu thức trên khác đi: trong C, biểu thức trên sẽ đánh giá a < b trước tiên, cho ra kết quả 0 hoặc 1, rồi kết quả đó mới được so sánh với c.
Python sử dụng số học có độ chính xác tuỳ ý cho tất cả các thao tác với số nguyên. Kiểu/Lớp Decimal trong mô đun decimal cung cấp số dấu phẩy động thập phân với một độ chính xác tuỳ ý được định trước và một vài chế độ làm tròn. Lớp Fraction trong mô đun fractions cung cấp độ chính xác tuỳ ý cho số hữu tỉ.
Nhờ thư viện toán học rộng lớn của Python và thư viện bên thứ ba NumPy với nhiều tính năng hơn nữa, Python thường được dùng như một ngôn ngữ kịch bản để giải quyết các vấn đề chẳng hạn như thao tác và xử lí dữ liệu số.

### In giá trị
```
# Từ Python 3

print
((
7
 
+
 
8
)
 
/
 
2.0
)

print
((
2
 
+
 
3
j
)
 
*
 
(
4
 
-
 
6
j
))

```

Nội suy xâu (string interpolation)
```
print
(
"Hello 
{}
!"
.
format
(
"world"
))

print
(
"a = {.2f} và b = {.2f}"
.
format
(
a
,
b
))

```

### Cấu trúc rẽ nhánh
- Dạng 1:if biểu_thức_điều_kiện:
    # lệnh...
- Dạng 2:if biểu_thức_điều_kiện:
    # lệnh...
else:
    # lệnh...

- Dạng 3:if biểu_thức_điều_kiện_1:
    # lệnh... (được thực hiện nếu biểu_thức_điều_kiện_1 là đúng/true)
elif biểu_thức_điều_kiện_2:
    # lệnh... (được thực hiện nếu biểu_thức_điều_kiện_1 là sai/false, nhưng biểu_thức_điều_kiện_2 là đúng/true)
else:
    # lệnh... (được thực hiện nếu tất cả các biểu thức điều kiện đi kèm if và elif đều sai)

- Khớp theo mẫu, được thêm vào từ bản 3.10.0:match biến_1:
    case điều_kiện_1:
        #được thực hiện nếu biến_1 = điều_kiện_1
    case điều_kiện_2:
        #được thực hiện nếu biến_1 = điều_kiện_2

### Cấu trúc lặp
```
while
 
biểu_thức_đúng
:

    
# lệnh...

```

```
for
 
phần_tử
 
in
 
dãy
:

    
# lệnh...

```

```
L
 
=
 
[
"Hà Nội"
,
 
"Hải Phòng"
,
 
"TP Hồ Chí Minh"
]

for
 
thành_phố
 
in
 
L
:

    
print
(
thành_phố
)

for
 
i
 
in
 
range
(
10
):

    
print
(
i
)

```

### Hàm
```
def
 
tên_hàm
 
(
tham_biến_1
,
 
tham_biến_2
,
 
tham_biến_n
):

    
# lệnh...

    
return
 
giá_trị_hàm

```

Hàm với tham số mặc định:
```
def
 
luỹ_thừa
(
x
,
 
n
=
2
):

   
"""Lũy thừa với số mũ mặc định là 2"""

   
return
 
x
**
n

print
(
luỹ_thừa
(
3
))
   
# 9

print
(
luỹ_thừa
(
2
,
3
))
 
# 8

```

### Lớp
```
class
 
Lớp
:

    
#...

class
 
LớpCon
(
Lớp
):

    
"""LớpCon kế thừa lớp Lớp"""

    
x
 
=
 
3
  
# biến thành viên của lớp

    
#

    
def
 
phương_thức
(
self
,
 
tham_biến
):

        
#...

# khởi tạo

a
 
=
 
LớpCon
()

print
(
a
.
x
)

print
(
a
.
phương_thức
(
m
))
  
# m là giá trị gán cho tham biến

```

### Xử lý ngoại lệ
```
try
:

    
câu_lệnh

except
 
Loại_Lỗi
:

    
thông
 
báo
 
lỗi

```

## Thư viện
Bộ thư viện chuẩn rộng lớn của Python – một trong những điểm mạnh lớn nhất của Python – cung cấp các công cụ phù hợp cho nhiều công việc khác nhau. Với các ứng dụng giao tiếp với Internet, nhiều giao thức và định dạng chuẩn chẳng hạn như MIME and HTTP được hỗ trợ. Nó cũng có chứa các mô đun đành cho việc tạo lập giao diện người dùng đồ hoạ, kết nối với cơ sở dữ liệu quan hệ, sinh số giả ngẫu nhiên, tính toán với số thập phân có độ chính xác tuỳ ý, thao tác với biểu thức chính quy và kiểm thử đơn vị.
Một số phần của thư viện chuẩn nằm trong đặc tả (ví dụ, Giao diện Cổng vào Máy chủ Web (Web Server Gateway Interface hay WSGI) triển khai wsgiref theo PEP 333), nhưng phần lớn mô đun thì không. Chúng được xác định dựa vào mã, tài liệu bên trong và bộ kiểm thử (test suite) của chúng. Tuy nhiên, vì phần lớn thư viện chuẩn là mã Python đa nền tảng, chỉ một vài mô đun cần được chỉnh sửa hoặc viết lại cho các bản triển khai khác nhau.
Tính đến  tháng 9 năm 2021, Python Package Index (PyPI), kho chính thức dành cho các phần mềm Python bên thứ ba, có chứa hơn 329.000 gói với nhiều chức năng đa dạng và phong phú, bao gồm:
- Tự động hoá
- Phân tích dữ liệu
- Cơ sở dữ liệu
- Tài liệu
- Giao diện người dùng đồ hoạ
- Xử lý hình ảnh
- Học máy
- Ứng dụng di động
- Đa phương tiện
- Mạng máy tính
- Khoa học tính toán
- Quản trị hệ thống
- Kiểm thử tự động
- Xử lí văn bản
- Bộ khung mạng
- Thu thập web

## Môi trường phát triển
Phần lớn trình hiện thực Python (kể cả CPython) có chứa một trình lặp đọc–tính–in (REPL), cho phép chúng hoạt động như là một trình thông dịch dòng lệnh mà người dùng sẽ lần lượt nhập các câu lệnh và nhận kết quả ngay lập tức.
Python đì kèm với một môi trường phát triển tích hợp (IDE) được gọi là IDLE, phù hợp với người mới bắt đầu.
Các hệ vỏ khác, bao gồm IDLE và IPython, có thêm khả năng tự hoàn thiện, khôi phục trạng thái phiên, và tô sáng cú pháp.
Ngoài các môi trường phát triển tích hợp trên máy để bàn, còn có những IDE chạy trên trình duyệt web: SageMath (dành cho việc phát triển các chương trình Python liên quan đền toán học và khoa học); PythonAnywhere, một IDE kiêm môi trường chủ nhà; và Canopy IDE, một IDE Python thương mại tập trung vào khoa học tính toán.

## Các bản triển khai

### Bản triển khai tham khảo
CPython là bản triển khai tham khảo của Python. Nó được viết bằng C, đáp ứng tiêu chuẩn C89 vời một vài tính năng C99 chọn lọc (từ khi các phiên bản C mới hơn ra mắt, nó được coi là lỗi thời;  CPython có chứa phần mở rộng C của riêng nó, nhưng các phần mở rộng bên thứ ba không bị giới hạn bởi các phiên bản C cũ hơn, có thể được cài đặt với C11 hoặc C++). Nó biên dịch các chương trình Python thành một dạng mã byte trung gian, sau đó thực thi mã byte trên máy ảo của nó. CPython được phân phối cùng với một thư viện chuẩn rộng lớn được viết bằng C và Python bản địa (native). Nó có sẵn trên nhiều nền tảng, bao gồm Windows (từ Python 3.9, trình cài đặt Python sẽ không chạy một cách có chủ ý trên Windows 7 và 8; Windows XP đã từng được hỗ trợ cho đến Python 3.5) và phần lớn hệ điều hành tương tự Unix hiện đại, bao gồm macOS (và máy Mac Apple M1, kể từ Python 3.9.1, với trình cài đặt thử nghiệm) và hỗ trợ không chính thức cho chẳng hạn như VMS. Tính khả chuyển nền tảng là một trong những ưu tiên sớm nhất của nó, trong khung thời gian Python 1 và Python 2, khi ngay cả OS/2 và Solaris cũng được hỗ trợ; song nhiều hệ điều hành cũng không còn được hỗ trợ nữa.

### Các bản triển khai khác
- PyPy là một trình thông dịch nhanh, tuân thủ cú pháp của Python 2.7 và 3.6.[121] Trình biên dịch tức thời của nó mang đến tốc độ vượt trội so với CPython nhưng một vài thư viện được viết bằng C lại không thể được sử dụng cùng với nó.[122]
- Stackless Python là một phân nhánh (fork) đáng chú ý của CPython có cài đặt vi luồng; nó không sử dụng ngăn xếp lời gọi theo cùng một cách với CPython, vậy nên nó hỗ trợ các chương trình đồng thời một cách ồ ạt. PyPy cũng có một phiên bản không có ngăn xếp.[123]
- MicroPython và CircuitPython là các biến thể Python 3 được tối ưu hoá cho vi điều khiển, bao gồm Lego Mindstorms EV3.[124]
- Pyston là một biến thể của Python sử dụng biên dịch tức thời để tăng tốc độ thực thi các chương trình Python.[125]
- Cinder là một phân nhánh hướng hiệu năng của CPython 3.8 có chứa một số tối ưu hoá bao gồm đệm bộ nhớ mã byte trong dòng, đánh giá các chương trình con một cách tham vọng, một trình biên dịch tức thời "mỗi lúc một phương thức" và một trình biên dịch mã byte thử nghiệm.[126]

### Trình biên dịch chéo sang ngôn ngữ khác
Có một số trình biên dịch sang những ngôn ngữ đối tượng bậc cao khác từ ngôn ngữ mã nguồn là Python, một tập con giới hạn của Python hoặc một ngôn ngữ tương tự Python:
- Brython,[127] Transcrypt[128][129] và Pyjs (phát hành lần cuối năm 2012) biên dịch Python sang JavaScript.
- Codon biên dịch một tập con Python định kiểu tĩnh[130] sang mã máy (thông qua LLVM) và hỗ trợ đa luồng cho hệ thống bản địa.[131]
- Cython biên dịch (một tập cha của) Python 2.7 sang C. Phần mã kết quả cũng dùng được với Python thông qua các lệnh gọi API mức C trực tiếp vào trình thông dịch Python.
- Nuitka biên dịch Python sang C.[132]
- Numba sử dụng LLVM để biên dịch một tập con của Python sang mã máy.
- Pythran biên dịch một tập con của Python 3 sang C++.[133][134][135]
- Pyrex (bản mới nhất năm 2010) và Shed Skin (bản mới nhất năm 2013) biên dịch lần lượt sang C và C++.
- Google's Grumpy (bản mới nhất năm 2017) phiên dịch Python 2 to Go.[136][137][138]
- IronPython  cho phép chạy các chương trình Python 2.7 trên .NET Common Language Runtime.[139]
- Jython biên dịch Python 2.7 sang mã byte Java, cho phép sử dụng các thư viện Java từ một chương trình Python.[140]
- RPython có thể được biên dịch sang C, và được dùng để xây dựng trình thông dịch PyPy của Python.

## Phát triển
Sự phát triển của Python được chỉ đạo phần lớn là thông qua quy trình Đề nghị Cải tiến Python (Python Enhancement Proposal, hay PEP), cơ chế chủ yếu để đề nghị các tính năng lớn mới, thu thập ý kiến của cộng đồng về các vấn đề và ghi chép lại các quyết định về thiết kế của Python. Phong cách viết mã của Python nằm trong PEP 8. Các PEP xuất sắc sẽ được xem lại và bình luận bởi cộng đồng Python và hội đồng chèo lái.
Sự cải tiến ngôn ngữ tương ứng với sự phát triển của bản triển khai tham khảo CPython. Danh sách thư python-dev là diễn đàn chính về sự phát triển của ngôn ngữ này. Các vấn đề cụ thể được thảo luận trong hệ theo dõi lỗi Roundup được tổ chức trên bugs.python.org. Sự phát triển ban đầu chỉ xảy ra trên một kho mã nguồn tự làm chủ chạy Mercurial cho đến khi Python di chuyển mã nguồn sang Github vào tháng Một năm 2017.
Các bản phát hành công khai của CPython được chia thành ba loại, được phân biệt theo phần nào của số phiên bản được tăng lên:
- Phiên bản không tương thích ngược: các mã nhiều khả năng sẽ không hoạt động được và cần phải được chuyển mã thủ công. Phần đầu tiên của số phiên bản được tăng lên. Các bản này ít khi được phát hành: phiên bản 3.0 đã được phát hành 8 năm trước bản 2.0. Theo ông Guido van Rossum, phiên bản 4.0 có lẽ sẽ không bao giờ được phát hành.[144]
- Bản phát hành lớn hay bản phát hành "tính năng": tương thích phần lớn với các phiên bản trước đó nhưng có thêm những tính năng mới. Phần thứ hai của số phiên bản được tăng lên. Bắt đầu từ Python 3.8, các bản phát hành được thông báo là sẽ xảy ra hằng năm.[145][146] Mỗi phiên bản lớn sẽ được hỗ trợ bằng sửa lỗi trong vòng vài năm sau khi nó được phát hành.[147]
- Phiên bản sửa lỗi: không có tính năng mới, xảy ra mỗi ba tháng và được phát hành khi số lượng lỗi được sửa ngược dòng đủ lớn kể từ bản phát hành cuối. Các lỗ hổng cũng sẽ được vá trong những phiên bản này. Phần thứ ba và phần cuối cùng của số phiên bản được tăng lên.

Nhiều phiên bản alpha, beta và phiên bản ứng cử cũng được phát hành để xem trước và kiểm thử trước bản phát hành cuối cùng. Mặc dù có một lịch trình sơ bộ cho mỗi bản phát hành, chúng thường được lùi lại nếu mã vẫn chưa sẵn sàng. Đội ngũ phát triển Python giám sát tình trạng của mã bằng các chạy tập kiểm thử đơn vị lớn trong quá trình phát triển.
Hội thảo học thuật lớn nhất của Python là PyCon. Ngoài ra, cũng có các chương trình hướng dẫn Python đặc biệt khác, chẳng hạn như Pyladies.
Python 3.10 không khuyên dùng wstr (sẽ bị loại bỏ từ Python 3.12; nghĩa là các phần mở rộng Python cần được chỉnh sửa khi đó), đông thời thêm tính năng khớp theo mẫu (pattern matching) vào ngôn ngữ.

## Sự phổ biến
Kể từ năm 2003, Python luôn được xếp vào một trong số mười ngôn ngữ lập trình phổ biến nhất trong Chỉ số Cộng đồng Lập trình TIOBE, nơi mà tính đến  tháng 10 năm 2021, Python là ngôn ngữ phổ biến nhất (đứng trước Java và C). Nó từng được chọn là Ngôn ngữ Lập trình của Năm (vì "có đánh giá tăng cao nhất trong năm") vào các năm 2007, 2010, 2018, và 2020 (chỉ Python là được bốn năm).
Một nghiên cứu thức nghiệm chỉ ra rằng các ngôn ngữ kịch bản, chẳng hạn như Python, cho năng suất cao hơn so với các ngôn ngữ thông thường, chẳng hạn như C và Java, đối với các vấn đề lập trình liên quan đến thao tác xâu và tìm kiếm trong từ điển, đồng thời quả quyết rằng sự tiêu tốn bộ nhớ thường "tốt hơn Java và không quá tệ hơn so với C hay C++".
Các tổ chức lớn sử dụng Python gồm có Wikipedia, Google, Yahoo!, CERN, NASA, Facebook, Amazon, Instagram, Spotify và các tổ chức nhỏ hơn như ILM and ITA. Trang mạng tin tức xã hội Reddit cũng được viết phần lớn bằng Python.

## Sử dụng

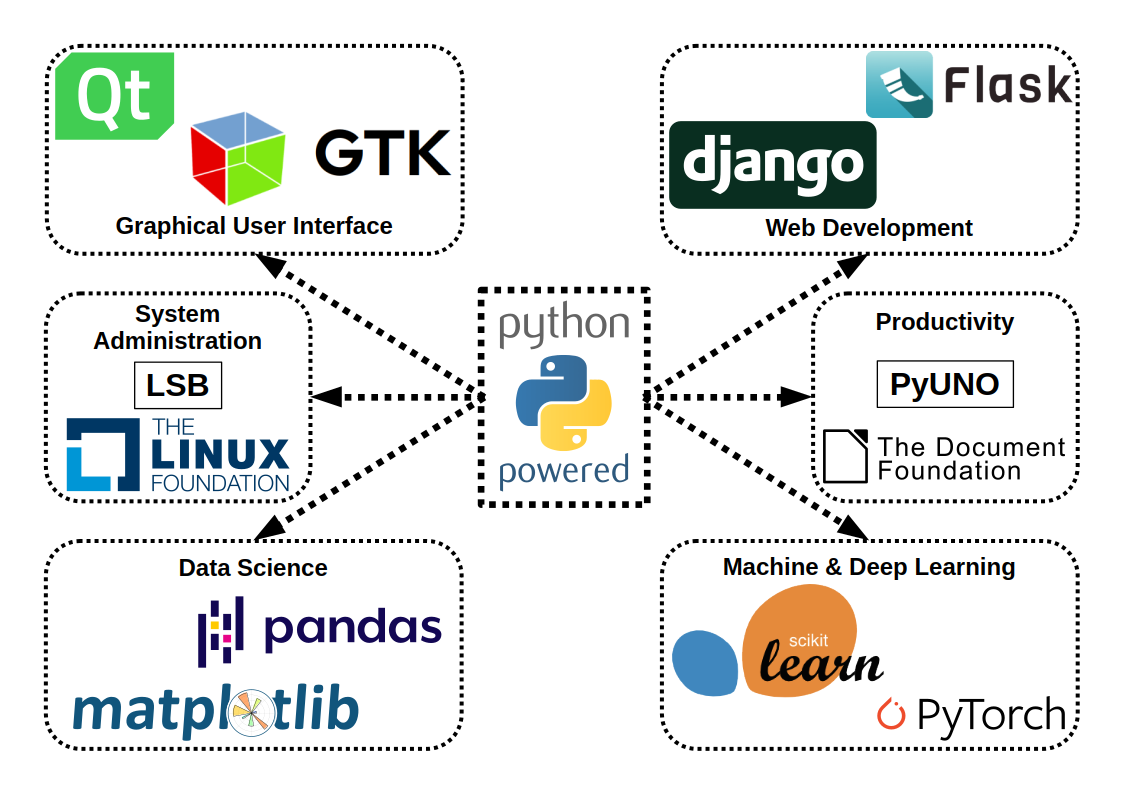
Được vận hành bởi Python

Python có thể đóng vài trò như là một ngôn ngữ kịch bản cho ứng dụng web, chẳng hạn như thông qua mod wsgi đối với máy chủ web Apache. Với Giao diện Cổng vào Máy chủ Web, một API chuẩn đã và đang dần phát triển để tạo điều kiện cho các ứng dụng này. Các bộ khung web như Django, Pylons, Pyramid, TurboGears, web2py, Tornado, Flask, Bottle và Zope hỗ trợ các nhà phát triển trong khâu thiết kế và bảo trì các ứng dụng phức tạp. Pyjs và IronPython có thể được dùng để phát triển phía khách của các ứng dụng dựa trên Ajax. SQLAlchemy có thể được dùng để ánh xạ dữ liệu sang một cơ sở dữ liệu quan hệ. Twisted là một bộ khung dành cho việc giao tiếp giữa các máy tính và được sử dụng bởi Dropbox chẳng hạn.
Các thư viện như NumPy, SciPy và Matplotlib cho phép sử dụng một cách có hiệu quả Python trong tính toán khoa học, với các thư viện chuyên ngành chẳng hạn như Biopython và Astropy cung cấp các chức năng miền cụ thể. SageMath là một hệ thống đại số máy tính với một giao diện vở lập trình được trong Python: thư viện của nó trải dài trên nhiều lĩnh vực của toán học, bao gồm đại số, toán tổ hợp, giải tích số, lý thuyết số và vi tích phân. OpenCV có gán kết Python với một tập hợp các tính năng phong phú về thị giác máy tính và xử lý ảnh.
Python thường được sử dụng trong các dự án trí tuệ nhân tạo và học máy với sự giúp đỡ của các thư viện như TensorFlow, Keras, Pytorch và Scikit-learn. Vì là một ngôn ngữ kịch bản với kiến trúc mô đun, cú pháp đơn giản và các công cụ xử lý văn bản phong phú, Python cũng thường được sử dụng trong xử lý ngôn ngữ tự nhiên.
Python có thể được sử dụng để phát triển các giao diện người dùng đồ hoạ (GUI) bằng cách sử dụng các thư viện như Tkinter, hay để tạo ra trò chơi thông qua các thư viện chẳng hạn như Pygame, một thư viện làm trò chơi 2D.
Python đã được nhúng thành công trong nhiều sản phẩm phần mềm như là một ngôn ngữ kịch bản, bao gồm trong phần mềm phương pháp phần tử hữu hạn chẳng hạn như Abaqus, một trình dựng mô hình tham số 3D giống như FreeCAD, trong các gói hoạt hình 3D chẳng hạn như 3ds Max, Blender, Cinema 4D, Lightwave, Houdini, Maya, Modo, MotionBuilder, Softimage, trong trình tổng hợp hiệu ứng trực quan Nuke, trong các chương trình sửa ảnh 2D như GIMP, Inkscape, Scribus và Paint Shop Pro, và trong các chương trình kí hiệu âm nhạc như trình soạn nhạc và Capella. GNU Debugger sử dụng Python như là một trình in đẹp để thể hiện các cấu trúc phức tạp chẳng hạn như các kiểu chứa (container) trong C++. Esri quảng bá Python là lựa chọn tốt nhất để viết tập lệnh trong ArcGIS. Nó cũng được sử dụng trong một số trò chơi video, và được chọn làm một trong ba ngôn ngữ lập trình có sẵn đầu tiên trong Google App Engine, với hai ngôn ngữ còn lại là Java và Go.
Nhiều hệ điều hành có chứa Python như là một thành phần tiêu chuẩn. Nó đi kèm với hầu hết các bản phân phối Linux, AmigaOS 4 (sử dụng Python 2.7), FreeBSD (dưới dạng gói), NetBSD, OpenBSD (dưới dạng gói) và macOS và có thể được dùng từ dòng lệnh (tức terminal – đầu cuối). Nhiều bản phân phối Linux sử dụng các trình cài đặt được viết bằng Python: Ubuntu sử dụng trình cài đặt Ubiquity, trong khi Red Hat Linux và Fedora sử dụng trình cài đặt Anaconda. Gentoo Linux sử dụng Python trong hệ thống quản lý gói của nó là Portage.
Python còn được sử dụng rộng rãi trong ngành công nghiệp an toàn thông tin, bao gồm phát triển khai thác.
LibreOffice có nhúng Python và dự định sẽ thay thế Java bằng Python. Python Scripting Provider là một tính năng lõi của nó kể từ phiên bản 4.0 phát hành mùng 7 tháng Hai năm 2013.

## Ảnh hưởng ngôn ngữ
Thiết kế và triết lý của Python đã ảnh hưởng đến nhiều ngôn ngữ lập trình khác:
- CoffeeScript – một ngôn ngữ lập trình biên dịch chéo sang JavaScript – có cú pháp lấy cảm hứng từ Python.
- ECMAScript/JavaScript mượn biến lặp (iterator) và bộ sinh từ Python.
- GDScript, một ngôn ngữ kịch bản rất giống Python, được tích hợp vào bộ máy trò chơi Godot.[173]
- Go được thiết kế nhằm "tăng tốc độ làm việc trong một ngôn ngữ kiểu động giống như Python" và cả hai có cùng cú pháp cắt lát mảng.
- Groovy được tạo ra với mong muốn đem triết lí thiết kế của Python vào Java.[174]
- Julia được thiết kế để "có thể sử dụng được vào các mục đích chung giống như Python vậy".[175]
- Mojo, một tập cha của Python, cố gắng tương thích với cú pháp và hệ sinh thái của Python[176], và có thể chạy nhanh hơn Python lên đến 35.000 lần.[177]
- Nim cũng có thụt lề và cú pháp tương đồng.[178]
- Matsumoto Yukihiro, tác giả của ngôn ngữ Ruby từng cho biết: "Tôi muốn một ngôn ngữ kịch bản mạnh mẽ hơn Perl và hướng đối tượng nhiều hơn Python. Đó là lí do tôi quyết định thiết kế ngôn ngữ cho riêng mình."[179]